# Lukács Antal (plébános)
Csik-karczfalvai Lukács Antal (Csíkkarcfalva, 1860. február 19. – Abrudbánya, 1910. május 17.) kánonjogi doktor, római katolikus plébános. 

## Élete
Középiskolai tanulmányait Csíksomlyón, Kolozsvárt és Gyulafehérvárt végezte, a teológiát pedig mint pazmanita Bécsben. 1883. július 16-án miséspappá szenteltetett fel és Kolozsvárra küldték káplánnak, ahol folytatta jogi tanulmányait és 1884. március 7-én a kánonjogból doktorrá avatták. 1887. augusztus 24-én Marosújvárra került kisegítő lelkésznek, innét pedig 1893. május 30-án Abrudbányára plébánosnak.
Cikkeket írt 1884-tól az egyházjog és lelkipásztorkodás köréből a gyulafehérvári Közművelődésbe, a Hittudom. Folyóiratba és a Havi Közlönybe.

## Munkái
- Házassági akadályok a róm. kath. egyházban. Gyakorlati példákkal felvilágosítva és iratformulákkal ellátva, a lelkészkedő papság számára gyakorlati kézikönyvül. Bpest, 1889.
- Házassági felmentvények a róm. kath. egyházban. Kolozsvár, 1892.